# Ciranda (álbum)
Ciranda foi um álbum da cantora e apresentadora Mariane. Foi lançado pela BMG e continha doze faixas, sendo que duas delas integraram a trilha sonora da novela Carrosel. Vendeu na época mais de cem mil cópias.

## Trilha sonora
1. Levanta A Poeira
2. Ciranda
3. Lubilú
4. Jato D'Água Cospe Fogo
5. O Amor Não Tem Idade
6. Matinê[1]
7. Sim, Não, Sim, Não
8. Super Herói Sou Eu
9. Casa Do Terror
10. Nem Tudo Que Reluz É Ouro[1]
11. Paixão Louca
12. Mexe-Mexe[1]